# Cochlidiosperma lycica
Cochlidiosperma lycica là một loài thực vật có hoa trong họ Mã đề. Loài này được (E.Lehm.) D.Y.Hong & S.Nilsson mô tả khoa học đầu tiên năm 1983.